# خسروملک
ابوالمظفر خسروملک بن خسروشاه آخرین سلطان غزنوی در میان سال‌های ۵۵۵–۵۸۲ هجری قمری/۱۱۶۰–۱۱۸۶ میلادی) بود.
مرکز حکومت او شهر لاهور در پنجاب بود. او با لقب‌های مانند تاج‌الدین والدوله، سراج‌الدوله و ظهیرالدین والدوله خوانده می‌شد. در مورد خسروملک گفته‌اند که او پادشاهی زیرک و حلیم و در عین حال عیاش و سُست مزاج بود.
در زمان خسروشاه پدر خسروملک، غزها به غزنی حمله کرده و به حکومت غزنویان در آن سامان پایان دادند. چیرگی غزها بر غزنین ۱۲ تا ۱۵ سال طول کشید تا آن‌که سرانجام سلطان غوری غیاث‌الدین محمد بن سام در ۵۶۹ هجری قمری آنان را بیرون‌راند.
قلمروی خسروملک در یک دوره ۲۵ ساله تنها بر شمال شرقی هندوستان بود. او به همانند پدرانش به جنگ با هندوان پرداخت و قلمرو حکومتش را تا کشمیر گسترش داد. در این زمان غوریان که قصد حمله به هندوستان را داشتند بقایای غزنویان را سد راه خود دیدند و این آغاز جنگ بین غوزریان و خسروملک بود. در ۵۷۵ هجری قمری پیشاور به دست غوریان افتاد. با اتحاد غوریان با راجهٔ جامو سرانجام لاهور به دست غوریان افتاد و خسروملک را با پسرش بهرام‌شاه به بند کشیدند و به غور فرستادند. خسروملک در اسارت درگذشت. پس از دو سده به فرمانروایی دودمان غزنوی پایان داده‌شد.